# 柯洛7b
柯洛7b(COROT-7b，最初被称为柯洛-系外行星-7b)是一颗位于麒麟座、距离地球390光年、环绕未经确认的恒星柯洛7——该恒星比太阳稍小——运转的系外行星，它于2009年为法国所主持的柯洛计划所发现。在迄今为止所有已知直径的系外行星中，该行星直径最小，约为地球的1.7倍。其质量约为地球的5.6-11倍，这表明它可能是一颗岩石行星。该行星的轨道十分靠近其母星，轨道周期为20小时。这也是太阳系外发现的第一颗岩质行星。

## 物理特性
该类地行星的表面温度极高，达到了1000-1500 °C。在如此高的温度下，其上可能布满了熔岩和水蒸氣。该行星的物质构成和密度仍有待于进一步的考察，不过普遍认为它可能和地球一样，是一颗岩石行星。也有人认为该行星属于由等量的水蒸气和岩石构成的一类行星。 理论研究表明柯洛7b最初可能是一颗类似于海王星的行星，但是由于过于靠近其母星，导致该行星上的大部分物质都被抛离出星体。
科学家还不确定该行星是否是一颗海洋行星——而该类行星的存在也还有待证实。从理论上说，在该类行星形成早期，其上至少部分地覆盖着冰体水，随着时间的推移，行星轨道向内推移，这将导致其上的冰体融化，形成一层覆盖表面的液态水。
该行星轨道周期仅为20小时，是已知所有系外行星中最短的。
参与柯洛计划的埃克塞特大学研究员Suzanne Aigrain认为，较之之前发现的系外行星，该行星更加类似地球，其表面上可能存在着固态表面。

## 发现
科学家是通过观测由凌星现象引起的母星亮度的变化来确定该行星的存在的。如果能够知道该亮度变化的精确值，以及母星的大小，则可以推算出该行星的体积。
科学家于2009年2月在巴黎举行的2009年柯洛计划研讨会上对外公布发现了该行星。该结果将会被作为柯洛计划的发现成果，在《天文与天体物理学报》即将出版的专刊上发表。

## 确认
及至2009年5月12日，柯洛计划还未公布柯洛7的天球坐标系。该计划准备利用哈勃空间望远镜确认该发现，但是仍然无法观测到母星的明亮变化。考虑到进一步的观测所需的条件已经超出了地球观测手段所及的范围，一项观测请求已向史匹哲太空望遠鏡计划提出并被受理。